# توماس حنا
توماس حنا هو محامي وسياسي أمريكي، ولد في 1841، وتوفي في 13 أبريل 1901. نشط حزبياً في الحزب الجمهوري. وقد انتخب نائب حاكم إنديانا ‏.